# Шарлотта Саксен-Майнінгенська
Шарлотта Саксен-Майнінгенська (нім. Charlotte von Sachsen-Meiningen), повне ім'я Марія Шарлотта Амалія Ернестіна Вільгельміна Філіпіна Саксен-Майнінгенська (нім. Marie Charlotte Amalie Ernestine Wilhelmine Philippine von Sachsen-Meiningen), 11 вересня 1751 — 25 квітня 1827) — принцеса Саксен-Майнінгену з Ернестинської лінії Веттінів, донька герцога Саксен-Майнінгену Антона Ульріха та гессенської принцеси Шарлотти Амалії, дружина герцога Саксен-Гота-Альтенбургу Ернста II, матір останніх герцогів Саксен-Гота-Альтенбургу Августа та Фрідріха IV. 
Композиторка, авторка менуетів. Сприяла розвитку астрономії в герцогстві, брала участь у Першому європейському астрономічному конгресі у 1798 році в Готі.

## Біографія
Шарлотта народилась 11 вересня 1751 року у Франкфурті-на-Майні. Вона стала первістком в родині герцога Саксен-Майнінгену Антона Ульріха та його другої дружини Шарлотти Амалії Гессен-Філіпстальської, з'явившись на світ за рік після їхнього весілля. Згодом сімейство поповнилося доньками Луїзою, Єлизаветою та Амалією й синами Карлом, Фрідріхом Францом, Фрідріхом Вільгельмом і Георгом.
Батька не стало, коли Шарлотті виповнилося 11 років. Матір більше не одружувалася й надалі виконувала функції регентки країни при малолітніх синах.

У 17 років Шарлотта була видана заміж за 24-річного кронпринца Саксен-Гота-Альтенбургу Ернста. Наречений був сином правлячого герцога Фрідріха III. Весілля відбулося 21 березня 1769 у Майнінгені. У подружжя народилося четверо синів

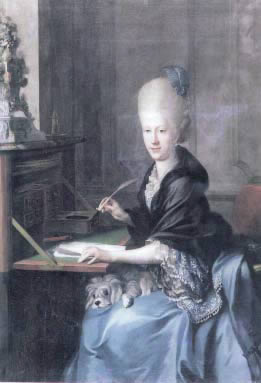
Портрет Шарлотти пензля невідомого майстра

У березні 1772 року її чоловік став правителем герцогства, а Шарлотта, відповідно, герцогинею-консортом. Ернст був освіченим монархом, який сприяв розвитку науки та мистецтв. Шарлотта всіляко підтримувала його починання. Так, обоє були покровителями астрономії в країні. Герцогиня також допомагала в роботі Ф. К. фон Цаху, який від 1786 року очолював нову обсерваторію на горі Зеєберг поблизу Готи, брала участь у 1798 році у Першому європейському астрономічному конгресі, листувалася з видатними астрономами свого часу.
Будучи творчою особистістю, писала музику. Відомі два менуети для клавесину її авторства.
У 1780 році Ернст почав в Готі будівництво літньої дачі для Шарлотти. Будівля отримала назву Тешлоссен. Завершена у 1783 році, вона стала улюбленою резиденцією герцогині.
У квітні 1804 року герцог раптово помер. Розбіжності, що виникли у Шарлотти з її сином Августом, який став новим правителем, змусили її у 1806 році залишити країну. Разом із нею виїхав, залишивши посаду голови обсерваторії, Ф. К. фон Цах, який став при герцогині обергофмейстером. Певний час мешкала у Айзенбергу. Пізніше виїхала на південь. Кілька років жила в Марселі та Генуї.
Пішла з життя у квітні 1827 року в Генуї, переживши всіх своїх дітей, братів та сестер, втім, дочекавшись правнуків, одним із яких став Альберт Саксен-Кобург-Готський. Похована на монументальному цвинтарі Стальєно у Генуї. Її нащадки наразі правлять Великою Британією.

## Родина
Чоловік — Ернст II, герцог Саксен-Гота-Альтенбурзький
Діти:
- Ернст (1770—1779) прожив 9 років;
- Август (1772—1822) — наступний герцог Саксен-Гота-Альтенбургу у 1804—1822 роках, був двічі одруженим, мав єдину доньку;
- Фрідріх (1774—1825) — останній герцог Саксен-Гота-Альтенбургу у 1822—1825 роках, одруженим не був, дітей не мав;
- Людвіг (21—26 жовтня 1777) прожив 5 днів.